# Míchel (football, 1975)
Pour les articles homonymes, voir Michel.
Miguel Ángel Sánchez Muñoz, dit Míchel, né le 30 octobre 1975 à Madrid, est un footballeur espagnol évoluant au poste de milieu relayeur entre 1992 et 2012. 
Míchel se reconvertit comme entraîneur en 2016. Il est depuis 2021 l'entraîneur du Girona FC, qu'il mène en Ligue des champions.

## Biographie
Avec 67 buts, Míchel est le meilleur buteur de l'histoire du Rayo Vallecano.
Après avoir mis un terme à sa carrière de joueur, il se reconvertit en entraîneur.
Il est limogé de son poste d'entraîneur le 18 mars 2019 alors que le Rayo Vallecano occupe une place de relégable.
En 2019, Míchel rejoint la SD Huesca. Fraîchement relégué en Segunda División, le club souhaite rapidement retrouver l'élite. Il parvient à accomplir une performance rare pour un relégué en remportant le championnat, cumulant 21 victoires. Ce sacre est le premier trophée officiel de l'histoire de Huesca et permet aux Aragonais de retrouver la première division pour la deuxième fois.

## Palmarès

### Joueur
Míchel remporte ses trophées avec le Rayo Vallecano. En 2008, il est vainqueur du Groupe I de Segunda División B. Il est également vice-champion de Segunda División en 2011.

### Entraîneur
Devenu entraîneur du Rayo Vallecano, Míchel est sacré champion de Segunda División en 2018. Avec la SD Huesca, il parvient à remporter de nouveau ce championnat en 2020.